# Eva Serra i Puig
Eva Serra i Puig   (Barcelona, 27 de juliol de 1942 - Barcelona, 3 de juliol de 2018) fou una historiadora i activista política catalana, militant en favor de l'independentisme català. Fou considerada una de les figures més destacades de la historiografia catalana del seu temps. Les seves principals línies de recerca foren la història agrària de Catalunya dels segles xvi i xvii i la història política i de les institucions catalanes d'aquests mateixos segles, en especial la seva vida parlamentària.

## Biografia
Nasqué l'any 1942 a Barcelona, sent filla de l'arqueòleg Josep de Calassanç Serra i Ràfols, i germana de Blanca Serra i Puig i de Josep de Calassanç Serra i Puig. Estudià a la Universitat de Barcelona i es llicencià el 1967 en Història. Treballà en diverses editorials com Salvat, Edicions 62 i Enciclopèdia Catalana i del 1970 al 1975 passà a treballar a la Universitat Autònoma de Barcelona, quan tornà a la Universitat de Barcelona. De 1991 a 1997 treballà a la Universitat Pompeu Fabra fins que tornà novament a la Universitat de Barcelona. També participà en cursos d'estiu de Rosa Sensat i de la Universitat Catalana d'Estiu a Prada de Conflent, i des de 2002 fins a la seva mort esdevingué membre de la Secció Històrico-Arqueològica de l'Institut d'Estudis Catalans.
Molt compromesa amb l'independentisme català, durant la dècada de 1960 fou militant del Front Nacional de Catalunya, però el 1968 l'abandonà per a marxar al PSAN. El 1974 participà en l'escissió del PSAN-P, que el 1978 es transformà en Independentistes dels Països Catalans. El febrer de 1977 fou detinguda tres dies amb la seva germana Blanca sota l'acusació de col·laborar amb ETA pm. Fou novament detinguda el 10 de juliol de 1980 sota la mateixa acusació i interrogada durant cinc dies a la Direcció General de Seguretat, però fou alliberada sense càrrecs. Membre i impulsora activa dels Comitès de Solidaritat amb els Patriotes Catalans (CSPC), el desembre de 1981 fou detinguda novament amb la seva germana Blanca, Pere Bascompte i Jaume Llussà, acusada de pertànyer a Terra Lliure, però fou alliberada sense càrrecs.
El 8 de juny de 1991 juntament amb Lluís Maria Xirinacs i Carles Benítez promogué l'Assemblea Unitària per l'Autodeterminació (AUA), que el 1993 s'integrà en l'Assemblea d'Unitat Popular.
El 2008 rebé el Premi Justícia de Catalunya, juntament amb el degà dels jutges de Lleida Eduard Enrech i Larrea. Morí el 3 de juliol de 2018 a la ciutat de Barcelona, als 76 anys.

## Obres

### Llibres
- La Guerra dels Segadors (1966)
- Els cereals a la Barcelona del segle xiv (1967), tesi doctoral
- La societat rural catalana del segle xvii. La baronia de Sentmenat. Un exemple local del Vallès Occidental (1590-1729) (1978)
- La Revolució Catalana de 1640 (1991)
- Història, política, societat i cultura dels Països Catalans (1997), publicat per Gran Enciclopèdia Catalana
- Escrits polítics del segle xvii, II. Secrets públics de Gaspar Sala i altres textos (1998)

### Articles
- Notes sobre els orígens i l'evolució de l'emfiteusi a Catalunya a Estudis d'Història Agrària, 1987
- Tensions i ruptures de la societat catalana en el procés de formació de l'Estat Modern a Manuscrits. Revista d'Història Moderna, 1987
- De la puixança a la decadència: els conflictes del segle XVII a L'Avenç, 1995
- Les corts de 1701-1702: la represa política a les vigílies de la guerra de successió a L'Avenç, 1996
- D'avui estant: la vigència de Fuster com a historiador a L'Espill, 2002
- Catalunya, la Mediterrània, Nàpols i el Consell d'Itàlia a L'Avenç, 2002
- Ferran de Sagarra i de Siscar, semblança biogràfica
- Les corts catalanes, una bona font d'informació històrica
- El Tractat dels Pirineus 350 anys després, publicat per l'IEC.

## Fons personal
El seu fons personal es conserva a l'Arxiu Nacional de Catalunya. El fons conté la documentació reunida pels germans Serra i Puig; principalment aquella fruit de la seva activitat política, relacionada amb associacions catalanistes, amb Col·lectius d'Obrers en Lluita, amb els Comitès de Solidaritat amb els Patriotes Catalans, i amb la formació de militants independentistes. També conté documentació relacionada amb la defensa de la llengua catalana, amb la lluita anti-repressiva durant el franquisme i postfranquisme, amb moviments d'alliberament a Catalunya i a altres nacions, i amb diversos partits polítics (destaquen PSUC, PCE, POUM, PSAN, FNC, JSC i MCC). El fons reuneix manifestos, estatuts, actes, declaracions de principis, correspondència, informes, octavetes, reculls de premsa, dossiers de presos polítics catalans, llistats de militants, comunicats i diverses publicacions generades i rebudes per tots aquests col·lectius; i finalment, una col·lecció d'adhesius, de cartells, de fotografies, de monografies i de publicacions periòdiques.